# خاندان ماتسومائه
خاندان ماتسومائه (به ژاپنی: 松前氏, Matsumae-shi)، یک خانواده اشرافی ژاپنی بود که دایمیو قلمرو ماتسومائه، در ماتسومائه، هوکایدو، از دوره آزوچی-مومویاما تا بازسازی می‌جی بودند. در سال ۱۵۹۰ توسط تویوتومی هیده‌یوشی این دامنه به عنوان یک فیف به آنها داده شد و مسئولیت دفاع از آن و در نتیجه کل ژاپن از دست «بربرهای» آینو (قوم آینو (ژاپن)) در شمال به آنها داده شد. آنها اولین ژاپنی‌هایی بودند که به هر نحوی با روسیه مذاکره کردند. پس از بازسازی میجی، ویکنت منصوب شدند.